# 向宗回
向宗回（?—?），字子发，怀州河内县（今河南省沁阳市）人，北宋外戚。宋神宗向皇后的弟弟。
向宗回是向经的长子。少年时骄纵，有小才，在蔡州任上，擒获巨贼，惩处余党。遇到饥荒，开仓放粮以兴力役。官至相州观察使。宋徽宗即位，进彰德军留后。向太后临朝，封向宗回汉东郡王，官至开府仪同三司。崇宁初年，有人告发他有阴谋，宋徽宗命开封府、御史中丞审问，向宗回恐惧，交还印绶，以太子少保致仕。后削官流放郴州。走了两天，改为居家反省，次年，恢复官爵，奉朝请。六十二岁去世，赠检校少师，谥号荣纵。